# Аджаче
Аджа́че (Порто-Ново, Adjatche) — держава, що склалась на узбережжі Гвінейської затоки, на території сучасного Беніну, в XVII–XIX століттях. Відома також як Мала Ардра.

## Історія
За легендою фон близько 1620 року троє братів або синів правителя Великої Ардри Хунунгунгу — Кокпон, До-Аклін і Те-Агданлін — розділили Велику Ардру між собою: Кокпон взяв основні землі Великої Ардри, До-Аклін заснував Абомей і державу Дагомею, Те-Агдалін заснував Малу Ардру. В середині XVII століття в країну проникли португальці, які дали їй назву Порто-Ново (Новий Порт). Невдовзі в Оффрі, тодішній столиці Малої Ардри, влаштовується голландська торгівельна факторія.
1688 року за підтримки португальців Те Агбанлен (1688—1729) здобув незалежність Малої Ардри, перенісши столицю до Аджаче, від чого отримала назву уся країна. Невдовзі суперником стає Дагомея, з якою протягом багатьох років велися війни. оюзником при цьому були держави Віда та Ойо.
З середини XIX століття розвернулась боротьба між Великою Британією та Францією на володіння Аджаче. 1863 року Соджі було укладено союз з Францією, спрямований проти Дагомеї. В 1882 році за допомоги правителя Тофа Франція встановила протекторат, зробивши країну опорним пунктом подальших колоніальних захоплень на території Беніну. В 1894 році Аджче визнала французький проекторат, 1900 року увійшла до колонії Французька Дагомея, а столиця Аджаче — Порто-Ново — стало столицею цієї колонії. 1908 року скасовано титул ахосу. Нащадки Тофи мали церемоніальний титул «вищий начальник (сеньйор)». Ця династія припинила існування 1976 року.

## Населення
Етнічну основу Аджаче складав один із народів фон.

## Устрій
Спочатку правитель Малої Ардри носив титул хогбону (на кшталт князя), що підкрелювало підлеглість та залежність від Великої Ардри. Лише 1688 року приймається титул ахосу, що вказує на рівність у статусі із сусідніми державами. При правителі існувала рада знаті.
В суспільному ладі патріархальні відносини тісно переплітались з елементами рабства та молодого феодалізму.

## Економіка
На території Аджаче створювались факторії англійських, французьких та німецьких компаній. З середини XVIII століття країна стала однією з найбільших районів работоргівлі в Західній Африці.